# Cibalandongjaya
Cibalandongjaya is een bestuurslaag in het regentschap Subang van de provincie West-Java, Indonesië. Cibalandongjaya telt 1670 inwoners (volkstelling 2010).